# Азан, Эрик
Эрик Азан (фр. Éric Hazan; 23 июля 1936 — 6 июня 2024) — французcкий писатель, редактор и издатель. Был основателем издательства La Fabrique.

## Биография
Родился 23 июля 1936 года в Париже. Мать Азана, румынская еврейка родом из Палестины, а его отец, Фернан Азан, был евреем родом из Египта и братом редактора и библиотекаря Эмиля Азана. Во время Второй мировой войны его семья нашла убежище в Марселе. После войны его отец основал издательство Éditions Hazan. 
Азан учился в лицее Луи-Ле-Грана и присоединился к коммунистическим активистам, а также к агитации Фронта национального освобождения во время Алжирской войны. Он стал сердечно-сосудистым хирургом и выступал за права на аборты во Франции. В 1975 году, будучи основателем ассоциации «Солидарность Франции и Палестины», он отправился в Ливан во время гражданской войны, чтобы работать военным врачом. Он был членом трибунала Рассела по Палестине, который начал свою работу 4 марта 2009 года.
В 1983 году Азан отказался от дальнейшей работе хирургом и стал директором семейного издательского бизнеса Editions Hazan. Однако он покинул руководство после того, как издательство было приобретено Groupe Hachette. В 1998 году основал издательство La Fabrique («Фабрика»), где публиковались в основном работы левого толка («мыслителей от марксизма до анархизма»), исторические или философские. Там же выходили и его книги (некоторые в соавторстве с Аленом Бадью).
По данным Libération, он якобы публиковал работы только своих друзей, в том числе авторов Нормана Финкельштейна и Хурии Бутельджа. «Грядущее восстание», опубликованное «Невидимым комитетом» и издательством La Fabrique, было осуждено министром внутренних дел Мишель Аллио-Мари и привело к даче показаний Азаном по делу Тарнака. Он также написал и перевёл более двадцати работ, в том числе работы Эдварда Саида, Тани Рейнхарт и Тарика Али.
Умер 6 июня 2024 года в Париже в возрасте 87 лет. Он похоронен на кладбище Пер-Лашез (участок 95).